# Džejla Makaš
Džejla Makaš es una deportista bosnia que compite en taekwondo. Ganó una medalla de plata en el Campeonato Europeo de Taekwondo de 2024, en la categoría de –46 kg.

## Palmarés internacional
| Campeonato Europeo | Campeonato Europeo | Campeonato Europeo | Campeonato Europeo |
| Año                | Lugar              | Medalla            | Categoría          |
| ------------------ | ------------------ | ------------------ | ------------------ |
| 2024               | Belgrado (Serbia)  | Medalla de plata   | –46 kg             |